# Antonio Escandón
Antonio de Escandón y Garmendia (México, 25 de agosto de 1825 – Francia, 14 de enero de 1882) fue un industrial mexicano que participó en la historia del ferrocarril en México.
Comenzó su carrera como mercader, más tarde como industrial, antes de convertirse en banquero, y llegar a ser el más adinerado de México. Al tomar conciencia de la importancia de las vías de comunicación, en particular del ferrocarril, en 1857 obtuvo la concesión de la línea de Veracruz a México. Y todos los tranvías que en aquel tiempo circulaban por la capital, el más importante el del Zócalo hasta Xochimilco. También fue miembro del grupo que en Miramar ofreció la corona de México a Maximiliano, comprometiéndose más tarde con el Segundo Imperio Mexicano, cuya corte frecuenta hasta el punto de obtener una condecoración por la Orden de Guadalupe. Tras la toma de poder por los juaristas, se exilió en París, Francia.
En 1855 contrajo matrimonio con Catalina de Barrón Añorga, I baronesa de Barrón, con quien tuvo ocho hijos entre ellos el general Pablo Escandón 1856-1929 fue gobernador del Estado de Morelos; Manuel Escandón marqués de Villavieja; y Carlota Maximiliana, duquesa de Montellano, quien se casa con Felipe Falcó y Osorio hermano de María del Rosario XVI Duquesa de Alba (abuela de Cayetana XVIII Duquesa de Alba) y tienen dos hijos: Manuel Falcó y Osorio Escandón y María de la Paloma; Manuel se casa con Hilda Fernández de Córdoba, tienen dos hijos: Felipe y María Rocío. Los otros hijos de don Antonio Escandón y Catalina fueron Eustaquio, María Catalina, Antonio y María, que se casa con Manuel Buch Echeverría y tienen cinco hijos: Manuel Buch Escandón, José, Antonio, Javier y Carmen.
Escandón encargó una estatua de Cristóbal Colón al escultor Charles Cordier, la cual regaló a su ciudad natal en 1877, siendo ésta la última vez que visitó México al retornar al año siguiente a Francia.

## Fuente
- Este artículo se creó con material de Ferropedia, la enciclopedia colaborativa del ferrocarril.

- Datos: Q5698231